# Monte Sinaque
O monte Sinaque (em armênio: Սինակ; romaniz.: Sinak), Sina (ինա), Sinabaxi (Սինաբաշի, Sinabaši) ou Sineque (Սինեկ, Sinek) é um monte das montanhas Sinaque, no lado ocidental do lago Baleque, na parte central das montanhas Aras. É um vulcão agrupado em forma de domo e dissecado por vales e ravinas. É dominado por vegetação do tipo estepe e prado. Sua altitude é de 2 774 metros. É composto por andesitos e andesito-basaltos. Vários afluentes dos rios Aras e Murate se originam nele.